# Општина Луковица
Општина Луковица (словен. Lukovica) је једна од општина Средњесловенска регија у држави Словенији. Седиште општине је насеље Луковица при Домжалах.

## Природне одлике
Рељеф: Општина Луковица налази се у средишњем делу државе и обухвата горје североисточно од Љубљане. Општина је планинска - на југу се протеже Посавско Хрибовје, а на северу планина Велики Врх.
Клима: У нижем делу општине влада умерено континентална клима, а у вишем делу њена оштрија, планинска варијанта.
Воде: Најважнии водоток у општини је речица Радомља. У општини постоји и низ малих водотока.

## Становништво
Општина Луковица је средње густо насељена.

## Насеља општине
| - Благовица - Брдо при Луковици - Брезовица при Златем Пољу - Бршленовица - В Зидех - Велики Јелник - Видем при Луковици - Вошце - Вранке - Врба - Врх над Крашњо - Врховље - Габрје под Шпилком - Голчај - Горење - Градишче при Луковици - Дупељне | - Жировше - Заврх при Тројанах - Згорње Локе - Згорње Прапрече - Згорњи Петелињек - Златенек - Злато Поље - Имовица - Јаворје при Благовици - Јелша - Компоље - Корено - Корпе - Крајно Брдо - Крашња - Липа - Лог | - Луковица при Домжалах - Мала Лашна - Мали Јелник - Обрше - Подгора при Златем Пољу - Подмиљ - Подсмречје - Пољане над Благовицо - Пресерје при Луковици - Пресерје при Златем Пољу - Преваље - Превоје - Превоје при Шентвиду - Прилесје - Првине - Рафолче - Селце | - Сподње Косезе - Сподње Локе - Сподње Прапрече - Сподњи Петелињек - Стража - Суша - Трњава - Трновче - Тројане - Учак - Хриби - Чепље - Чешњице - Шентвид при Луковици - Шентожболт |  |